# Fábio Cardoso
Fábio Rafael Rodrigues Cardoso (* 19. April 1994 in Águeda) ist ein portugiesischer Fußballspieler, der beim FC Porto unter Vertrag steht und derzeit an al Ain Club ausgeliehen ist.

## Karriere

### Verein
Fábio Cardoso wurde im Jahr 1994 in Águeda geboren. Bis zum Jahr 2012 spielte der in der Abwehr zum Einsatz kommende Cardoso in der Jugend von Benfica Lissabon. Im August 2012 gab er sein Profidebüt für die zweite Mannschaft des Verein in der Segunda Liga gegen Sporting Braga B als er für Lionel Carole eingewechselt wurde. Im Januar 2015 wurde Cardoso an den portugiesischen Erstligisten FC Paços de Ferreira verliehen und absolvierte in der Rückrunde der Saison 2014/15 sechzehn Ligaspiele. Auch in der Saison 2015/16 spielte er Leihweise in Paços de Ferreira und kam 22-mal zum Einsatz und erzielte einen Treffer gegen Vitória Guimarães. Im Juli 2016 wechselte er ablösefrei zu Vitória Setúbal und unterschrieb einen Vierjahresvertrag. Bereits ein Jahr später wechselte er für eine Ablösesumme von 1,5 Mio. £ zu den Glasgow Rangers nach Schottland. Im Juli 2018 wurde der Vertrag aufgelöst. Ende Juli schloss er sich CD Santa Clara an. Nach drei Spielzeiten wechselte er zum FC Porto. Von dort wurde er im Sommer 2024 für eine Saison an den al Ain Club aus den Vereinigten Arabischen Emiraten verliehen. Die Leihvereinbarung enthielt eine Kaufoption, von der al Ain jedoch keinen Gebrauch machte.

### Nationalmannschaft
Fábio Cardoso spielte im Zeitraum von 2009 bis 2014 für verschiedene Juniorennationalmannschaften von Portugal. Sein Debüt gab er im Jahr 2009 in der U-15 gegen Bulgarien. Mit der U-19 nahm Cardoso vier Jahre später in Litauen an der Europameisterschaft dieser Altersklasse teil. Dort erreichte er mit dem Team das Halbfinale das gegen den späteren Sieger des Turniers Serbien verloren wurde. Sein letztes Spiel im Nationaltrikot absolvierte Cardoso in der U-20 gegen England im Juni 2014 während des Turniers von Toulon.

## Erfolge
FC Porto
- Portugiesischer Meister: 2022
- Portugiesischer Pokalsieger: 2022